# 科尔代勒
科尔代勒（法語：Cordelle，法語發音：[kɔʁdɛl]）是法国卢瓦尔省的一个市镇，位于该省中北部，属于罗阿讷区。

## 地理
科尔代勒（45°56'38"N, 4°3'41"E）面积26.64 平方千米，位于法国奥弗涅-罗讷-阿尔卑斯大区卢瓦尔省，该省份为法国中南部省份，北起顺时针与索恩-卢瓦尔省、罗讷省、伊泽尔省、阿尔代什省、上盧瓦爾省、多姆山省和阿列省接壤。
与科尔代勒接壤的市镇（或旧市镇、城区）包括：科梅勒-韦尔奈、比利、圣西尔德法维耶尔、圣让-卢瓦尔河畔圣莫里斯、圣普列斯特拉罗什、卢瓦尔河畔韦兹兰。

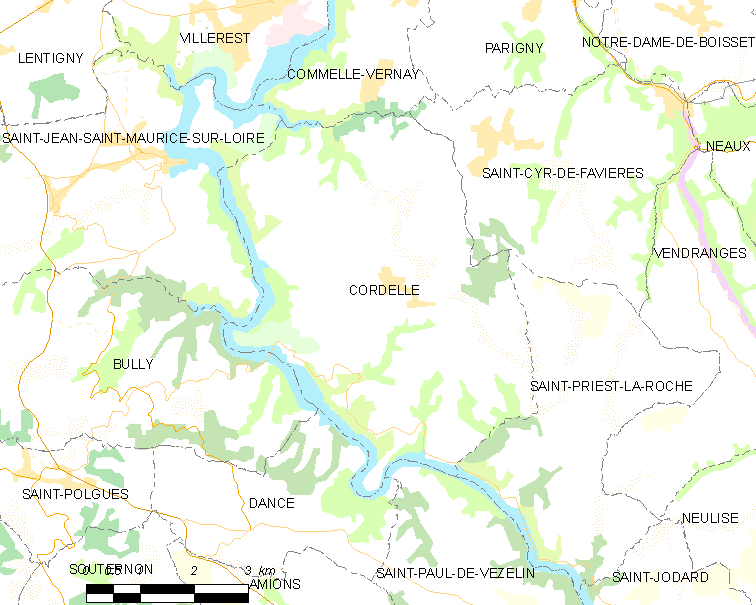
科尔代勒的OSM定位图

科尔代勒的时区为UTC+01:00、UTC+02:00（夏令时）。

## 行政
科尔代勒的邮政编码为42123，INSEE市镇编码为42070。

## 政治
科尔代勒所属的省级选区为勒科托县。

## 人口

1962-2008年间科尔代勒人口变化图示

科尔代勒于2022年1月1日时的人口数量为944人。